# Radovan Mitrović
Radovan Mitrović (* 25. Februar 1992 in Wien) ist ein österreichischer Fußballspieler. 

## Vereinskarriere
Mitrović begann seine Karriere in der Jugend des 1. Simmeringer SC, wo er zu einem Spielmachertalent heranreifte. Im Alter von 15 Jahren konnte er zwischen Angeboten von SK Rapid Wien, SK Sturm Graz und dem niederländischen Verein sc Heerenveen wählen, woraufhin er sich für den Auslandstransfer entschied.
In Heerenveen wurde er daraufhin vom Spielmacher zum Außenbahnspieler umgeschult, wo er aufgrund seiner Beidbeinigkeit beide Seiten besetzen konnte. Als Spielmacher hatte er zuvor zu große Defizite im Abwehrverhalten offenbart, wodurch die Umschulung notwendig wurde.
Nach zwei Jahren in der Jugendakademie stieg er 2010 in die Jong Heerenveen/Emmen auf, ehe er im Frühjahr 2011 in die Eerste Divisie an Kooperationsverein FC Emmen verliehen wurde.
Am 18. Spieltag der Saison feierte er daraufhin während der 0:4-Heimniederlage gegen den SC Cambuur-Leeuwarden sein Profidebüt. Insgesamt kam er sechs Mal für Emmen zum Einsatz, ohne einen Torerfolg verbuchen zu können.

## Nationalmannschaft
Im Juni 2011 wurde er von Trainer Andreas Heraf in den Großkader zur Vorbereitung auf die U-20-Fußball-Weltmeisterschaft 2011 in Kolumbien nominiert. Im vorläufigen Weltmeisterschaftskader wurde er in Folge jedoch nicht berücksichtigt. Im Rahmen der Vorbereitung zur U-20-Fußball-Weltmeisterschaft 2011 kam er daraufhin zu einem nicht offiziellen Einsatz für die U-20 im Testspiel gegen den SV Grödig. Nach dem verletzungsbedingten Ausfall von Marco Djuricin kurz vor Beginn der Endrunde, wurde er in den WM-Kader nachnominiert.
Bisher kam Mitrović noch nicht in einem offiziellen Spiel für Österreich auf internationaler Ebene zum Einsatz.